# Người Ấn Độ
Người Ấn Độ là người mang quốc tịch Ấn Độ, hiện chiếm một phần lớn ở Nam Á và là 17.31% dân số toàn cầu. Những người mang quốc tịch Ấn Độ thuộc rất nhiều nhóm dân tộc-ngôn ngữ khác biệt phản ánh lịch sử phong phú và phức tạp của Ấn Độ.
Dân gốc Ấn Độ, nhờ các cuộc di cư, đã đến sống ở nhiều nơi khác nhau trên thế giới, đáng chú ý nhất trong khu vực Đông Nam Á, Nam Phi, Australia, Vương quốc Anh, Trung Đông và Bắc Mỹ. Theo các ước tính khách nhau, số dân Ấn Độ hải ngoại là từ 12.000.000 đên 20.000.000 dân.